# 华一本芒
华一本芒（学名：Cladium mariscus）又名华克拉莎，为莎草科一本芒属的植物。分布在朝鲜、日本以及中国大陆的云南、广西、广东等地，生长于海拔2,200米的地区，目前尚未由人工引种栽培。